# Wojciech Rzyszczewski
Wojciech Rzyszczewski  herbu herbu Pobóg (zm. 2 maja 1786 roku) – kasztelan lubaczowski w latach 1783–1786, kasztelan buski w 1774–1783, łowczy wołyński w latach 1754–1774, miecznik wołyński w latach 1744–1754, cześnik nowogrodzkosiewierski w latach 1736–1744. 

## Życiorys
Syn Jana Adama i Franciszki Moszyńskiej. Ożenił się z Marianną Suską, z którą miał córki Teklę, Katarzynę i syna Adama.
Poseł na sejm 1760 roku z województwa wołyńskiego.  Poseł na sejm nadzwyczajny  1761 roku z województwa bracławskiego. Poseł na Sejm 1767 roku z województwa wołyńskiego. 
W 1765 wraz z żoną scedował synowi Adamu królewszczyzny Rudenko, Uwin i Kustyn (Kusztyn) w województwie bełskim.